# Genaro Neyra
Pour les articles homonymes, voir Neyra.
Genaro Manuel Benedicto Neyra Llamosas, communément appelé Genaro Neyra (né à Camaná au Pérou le 8 octobre 1956), est un footballeur péruvien. 
Il jouait au poste de milieu offensif et c'est le joueur le plus représentatif du FBC Melgar d'Arequipa des années 1970 et 1980. Son frère aîné, Ernesto Neyra, est lui aussi footballeur.

## Biographie

### Carrière en club
Genaro Neyra commence sa carrière dans les années 1970 en jouant pour différents clubs de la région d'Arequipa (Association SC, SD Camaná, Sportivo Huracán). Mais c'est au FBC Melgar qu'il se fait un nom en remportant le championnat du Pérou en 1981, le premier du club. Il participe à deux Copa Libertadores, en 1982 et 1984 (trois buts marqués en 12 rencontres), puis est sacré, quatre ans plus tard, meilleur buteur du championnat du Pérou 1985 (22 buts marqués). 
Joueur majeur du FBC Melgar, ses 123 buts marqués (en 356 matchs) au sein de l'institution Rojinegra font de lui le troisième buteur historique derrière Eduardo Márquez et Bernardo Cuesta.

### Carrière en équipe nationale
International péruvien, Genaro Neyra est convoqué pour la première fois à l'occasion d'un match amical face au Chili à Lima, le 21 juillet 1983 (défaite 0-1). Il participe la même année à la Copa América dont il dispute un match, contre la Bolivie à La Paz, le 21 août 1983 (résultat 1-1).

## Palmarès
FBC Melgar
- Championnat du Pérou (1) :
  - Champion : 1981.
  - Vice-champion : 1983.
  - Meilleur buteur : 1985 (22 buts).